# سلاح گرمافشاری

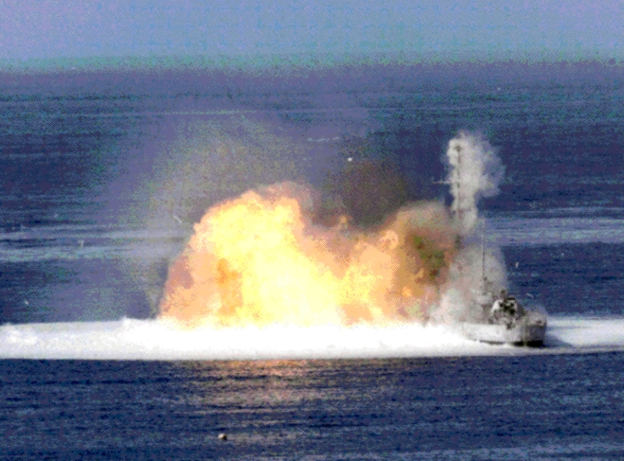
انفجار یک بمب گرمافشاری نیروی دریایی آمریکا در سال ۱۹۷۲ علیه یواس‌اس مک‌نالتی (دی‌یی-۵۸۱) استفاده‌شد.

سلاح گرمافشاری یا ترموباریک (به انگلیسی: thermobaric weapon) بمب آئروسل، مادهٔ منفجره هوا-سوخت (FAE) یا بمب خلاء نوعی ماده منفجره است که از اکسیژن هوای اطراف برای ایجاد انفجار با دمای بالا استفاده می‌کند. در ابتدا به کمک یک خرج کوچک، اَبری از غبار انفجاری در شعاع انفجاری خود ایجاد می‌کند که با اکسیژن موجود در جو مخلوط می‌شود، سپس در مرحله بعد، این توده را با خرج دوم محترق می‌سازد و آتش می‌گیرد. بطوریکه تمام منطقه آتش گرفته شده را نابود می‌کند. مادهٔ منفجره هوا-سوخت یکی از شناخته شده‌ترین انواع سلاح‌های گرمافشاری است.
در حالی که بیشتر مواد منفجره متعارف از یک پیش‌مخلوط اُکسنده-سوخت مانند باروت که حاوی ۲۵ درصد سوخت و ۷۵ درصد اُکسنده یا یک ماده منفجرهٔ نوع واهمنِهِش (به انگلیسی: decomposition) مانند آردی‌ایکس تشکیل شده‌است، سلاح‌های گرمافشاری تقریباً ۱۰۰ درصد سوخت هستند و در نتیجه به‌طور قابل توجهی پُرانرژی‌تر از مواد منفجره متراکم معمولی با وزن برابر هستند. وابستگی آنها به اکسیژن اتمسفر آنها را برای استفاده در زیر آب، در ارتفاعات بالا و در آب و هوای نامساعد، نامناسب می‌کند.
بمب خلاء با استفاده از اکسیژن موجود در هوا برای سوختن، یک ابر انفجاری قدرتمند ایجاد می‌کنند و با این کار در مقایسه با بمب‌های معمولی، انرژی تخریبی خود را در طول زمان بیشتری آزاد می‌کند. بنابراین، هنگامی که این بمب‌ها در فضای سرپوشیدهٔ منفجر شوند، بسیار مخرب‌تر هستند. به همین خاطر برای پاکسازی استحکامات، سنگرها، تونل‌ها، پناهگاهها و غارها سلاحی کارآمد به‌شمار می‌آید.
بسیاری از انواع سلاح‌های گرمافشاری را می‌توان بر روی پرتابگرهای دستی نصب کرد و همچنین می‌توان آنها را از هواپیما پرتاب کرد.

## سلاح‌های گرمافشاری موجود
روسیه
- پدر همه بمب‌ها[۶]

و سلاح‌های گرمافشاری بیشتر دیگر.

 ایالات متحده آمریکا
- ای‌جی‌ام-۶۸دی (موشک کروز)
- ای‌جی‌ام-۱۱۴ام (موشک هوا به زمین برای ام‌کیو-۱ پردتور)
- بی‌ال‌یو-۱۱۸بی (بمب هدایت‌شونده)
- مادر همۀ بمب‌ها (بمب)

 بریتانیا
- بریتانیا در ژوئن ۲۰۰۸ اذعان کرد که در افغانستان از بمب‌های گرمافشاری علیه طالبان استفاده کرده‌است

 ایران
- فجر ۵[۹]